# We’ll Remember Zbiggy
We’ll Remember Zbiggy – kompilacyjny album muzyczny, którego główną postacią jest polski skrzypek jazzowy Zbigniew Seifert. Płyta składa się z nagrań studyjnych i koncertowych, dokonanych przez Zbigniewa Seiferta w latach 1974–1978 w różnych studiach i różnych miastach Europy oraz w Nowym Jorku. LP ukazał się w 1979, wydany przez niemiecką wytwórnię Mood Records.
Płyta dedykowana pamięci Zbigniewa Seiferta, który zmarł w lutym 1979. Nagrania zostały zebrane i zestawione przez Joachima-Ernsta Berendta, niemieckiego dziennikarza i producenta muzycznego, pracującego głównie dla wytwórni MPS (był też producentem nagrań Zbigniewa Seiferta). Osoby i firmy uczestniczące w procesie powstawania albumu, a przede wszystkim wszyscy wykonawcy zrezygnowali ze swoich honorariów przekazując je żonie muzyka, Agnieszce.

## Muzycy
- Zbigniew Seifert – skrzypce
- Richie Beirach – fortepian
- Wolfgang Dauner – fortepian
- Joe Haider – fortepian
- Joachim Kühn – fortepian
- Jan Hammer – perkusja
- Philip Catherine – gitara
- Albert Mangelsdorf – puzon
- Charlie Mariano – saksofon sopranowy
- Leszek Żądło – saksofon sopranowy
- Hans Koller – saksofon sopranowy
- David Darling – wiolonczela
- Adelhard Roidinger – kontrabas
- Glen Moore – kontrabas
- Isla Eckinger – kontrabas
- Janusz Stefański – perkusja
- Jan Hammer – perkusja
- Joe Nay – perkusja
- Urszula Dudziak – śpiew
- Orkiestra Norddeutscher Rundfunk Studio Band

## Lista utworów
Strona A
| 1. | „Spring On The Farm” (Zbigniew Seifert) - Radio Jazz Group Stuttgart: Wolfgang Dauner – fortepian, leader; Charlie Mariano – saksofon sopranowy; Zbigniew Seifert – skrzypce; Adelhard Roidinger – kontrabas; Janusz Stefański – perkusja; (rozgłośnia Süddeutscher Rundfunk, Stuttgart, marzec 1976) | 8:03  |
|    | |       |
| 2. | „Rubato” (Zbigniew Seifert) - Albert Mangelsdorff – puzon; Zbigniew Seifert – skrzypce; (rozgłośnia Südwestfunk w Baden-Baden, koncert podczas Donaueschingen Music Festival, Donaueschingen, październik 1976)                                                                                       | 7:54  |
|    | |       |
| 3. | „Chromatic Blues” (Glen Moore) - Glen Moore – kontrabas; Zbigniew Seifert – skrzypce; David Darling – wiolonczela; Jan Hammer – perkusja (Nowy Jork, grudzień 1978) | 3:23  |
|    | |       |
| 4. | „Laverne” (Joachim Kühn) - Zbigniew Seifert – skrzypce; Joachim Kühn – fortepian (koncert w Jazzclub Ostertor, nagranie z Radio Bremen, Brema, kwiecień 1976) | 5:40  |
|    | |       |
|    | | 25:00 |
|    | |       |
Strona B
| 5. | „Love In The Garden” (Zbigniew Seifert) - Urszula Dudziak – śpiew; Zbigniew Seifert – skrzypce; Leszek Żądło Quartett (Leszek Żądło – saksofon sopranowy; Joe Haider – fortepian; Isla Eckinger – kontrabas; Joe Nay – perkusja) (nagranie z Norddeutscher Rundfunk Jazzworkshop, Hamburg, marzec 1977) | 5:04  |
|    | |       |
| 6. | „Air Power” (Philip Catherine) - Zbigniew Seifert – skrzypce; Philip Catherine – gitara (monofoniczne nagranie prywatne, Bruksela, grudzień 1977) | 3:37  |
|    | |       |
| 7. | „Zal” (Richie Beirach) - Zbigniew Seifert – skrzypce; Richie Beirach – fortepian (Nowy Jork, grudzień 1976) | 7:26  |
|    | |       |
| 8. | „McCoy's Nightmare” (*)(Zbigniew Seifert) - Hans Koller Free Sound (Hans Koller – saksofon sopranowy; Zbigniew Seifert – skrzypce; Adelhard Roidinger – kontrabas; Janusz Stefański – perkusja) oraz Norddeutscher Rundfunk Studio Band, pod dyr. F.Thona (nagrane w NDR, Hamburg, marzec 1974)         | 10:33 |
|    | |       |
|    | | 26:40 |
|    | |       |
(*)„McCoy's Nightmare” to mały koncert jazzowy na kwartet i big band, skomponowany przez Z. Seiferta i dedykowany McCoy Tyner'owi

## Informacje uzupełniające
- Mastering – Brüggemann, Frankfurt
- Projekt okładki – Frieder Grindler
- Zdjęcia – Anneliese Heuer
- Czas łączny – 51:40